# La vida breve (serie de televisión)
La vida breve es una serie de televisión española de comedia histórica creada y escrita por Cristóbal Garrido y Adolfo Valor para Movistar Plus+. Está producida por Zeta Studios y protagonizada por Carlos Scholz, Javier Gutiérrez, Leonor Watling y Alicia Armenteros. Se estrenó en Movistar Plus+ el 13 de febrero de 2025.

## Reparto

### Principal
- Javier Gutiérrez como Felipe V de España
- Leonor Watling como Isabel Farnesio
- Carlos Scholz como Luis I de España
- Alicia Armenteros como Luisa Isabel de Orleans
- Bastien Ughetto como Duque de Saint-Simon
- Jorge Usón como Giulio Alberoni
- Eric Masip como Aníbal Scotti
- Claudia Traisac como Doncella
- Pepe Viyuela como John Higgins
- Héctor Carballo como Serrano
- César Tormo como Grimaldo

con la colaboración especial de
- Marta Hazas como Doña Eugenia

### Secundario
- Carlos González como Farinelli
- Alexandre Blazy como Felipe II de Orleans[1]
- Marta Levenfeld como Carlota
- Natalie Pinot como Francisca María de Borbón
- Pilar Bergés como María Luisa Gabriela de Saboya
- Lalachus como Hortensia
- Celia de Molina como Cortesana 1
- Coria Castillo como Cortesana 2
- Jorge Asín como Padre del establo
- Nacho Becerril como Hijo del establo
- Rodrigo Gibaja como Infante Fernando
- Beatriz Barcón como Isabel Carlota del Palatinado

## Capítulos
| N.º | Título                     | Dirigido por         | Escrito por                      | Fecha de lanzamiento original |
| --- | -------------------------- | -------------------- | -------------------------------- | ----------------------------- |
| 1   | «La marrana»               | Diego Núñez Irigoyen | Cristóbal Garrido y Adolfo Valor | 13 de febrero de 2025         |
| 2   | «A rey muerto, rey puesto» | Diego Núñez Irigoyen | Cristóbal Garrido y Adolfo Valor | 13 de febrero de 2025         |
| 3   | «Il Castrato»              | Diego Núñez Irigoyen | Cristóbal Garrido y Adolfo Valor | 13 de febrero de 2025         |
| 4   | «Naturaleza muerta»        | Adolfo Valor         | Cristóbal Garrido y Adolfo Valor | 20 de febrero de 2025         |
| 5   | «¡Regocijaos, jóvenes!»    | Adolfo Valor         | Cristóbal Garrido y Adolfo Valor | 20 de febrero de 2025         |
| 6   | «Quella pace gradita»      | Adolfo Valor         | Cristóbal Garrido y Adolfo Valor | 20 de febrero de 2025         |

## Producción
En enero de 2024, Movistar Plus+ anunció que había comenzado el rodaje de su próxima serie de comedia, La vida breve, la cual había sido creada por Cristóbal Garrido y Adolfo Valor y contaría con Javier Gutiérrez y Leonor Watling como parte del elenco protagonista. El rodaje de la serie tuvo lugar en localizaciones históricas reales, como el Palacio y Jardines de la Quinta del Duque en El Pardo, el Palacio Real y los Jardines de Aranjuez en Madrid, y el Palacio Real y los Jardines de la Granja de San Ildefonso. Para poder rodar en dichas localizaciones, los productores llegaron a un acuerdo con Patrimonio Nacional.

## Lanzamiento y marketing
En noviembre de 2024, Movistar Plus+ lanzó el primer tráiler de La vida breve y programó su estreno en su plataforma para febrero de 2025. El 7 de enero de 2025, Movistar Plus+ finalizó la fecha de estreno de la serie para el 13 de febrero de 2025.
El 25 de octubre de 2024, se presentó en el South International Series Festival de Cádiz, donde compitió en la sección oficial, logrando el Premio Mejor Reparto. 

## Premios
- Premio Mejor Reparto, concedido en el South International Series Festival de Cádiz, 2024.  [8]